# Д
Д, д は、キリル文字の第5ないし第6字母である。ギリシャ文字の Δ（デルタ）に由来し、ラテン文字の D に相当する。対応するグラゴル文字は Ⰴ（ドブロ）である。

## 字形

左から、ローマン体、ロシア語でのイタリック、セルビア語でのイタリック。いずれも小文字。

筆記体は、（大文字・小文字それぞれ）ラテン文字の「D」と「g」の筆記体に似る。
 イタリックの小文字は「∂」に似た独特の形をとる。ただしセルビア語では小文字は、ラテン文字の「g」のイタリックに似る。
 フォントによっては、上辺の筆画がない三角形の字形を取る。

## 由来
ギリシア文字の Δ δ（デルタ）に由来する。デルタは古ギリシア語で [d] と発音され、新ギリシア語で [ð] と発音された。デルタはフェニキア語の 𐤃（ダレト）に起源を持つ。

## 呼称
- ウクライナ語：デー
- キルギス語：デー
- ブルガリア語：ドゥ
- ロシア語: дэ（デー）/ˈde:/[1]

## 音価
- 原則として [d] を表す。
- ロシア語などでは、語末や無声音の前で無声化し [t] となる。

## アルファベット上の位置
- ウクライナ語の第6字母
- セルビア語、ブルガリア語、ベラルーシ語、マケドニア語、ロシア語の第5字母

## 符号位置
| 大文字 | Unicode | JIS X 0213 | 文字参照        | 小文字 | Unicode | JIS X 0213 | 文字参照        | 備考 |
| ------ | ------- | ---------- | --------------- | ------ | ------- | ---------- | --------------- | ---- |
| Д      | U+0414  | 1-7-5      | &#x414; &#1044; | д      | U+0434  | 1-7-53     | &#x434; &#1076; |      |